# Athletic Club La Canée Football Club
Maillots
Le Athlitikos Omilos La Canée (en grec moderne : Αθλητικός Όμιλος Χανιά / Athletic Club La Canée Football Club), plus couramment abrégé en AO La Canée, est un ancien club grec de football fondé en 1945 puis disparu en 2017 (pour cause de problèmes financiers,,,,,), et basé dans la ville de La Canée, sur l'île de Crète.

## Histoire
En 2016-2017, le club évolue en Division 3 après sa relégation de la Division 2 à l'issue de la saison précédente.

## Stade

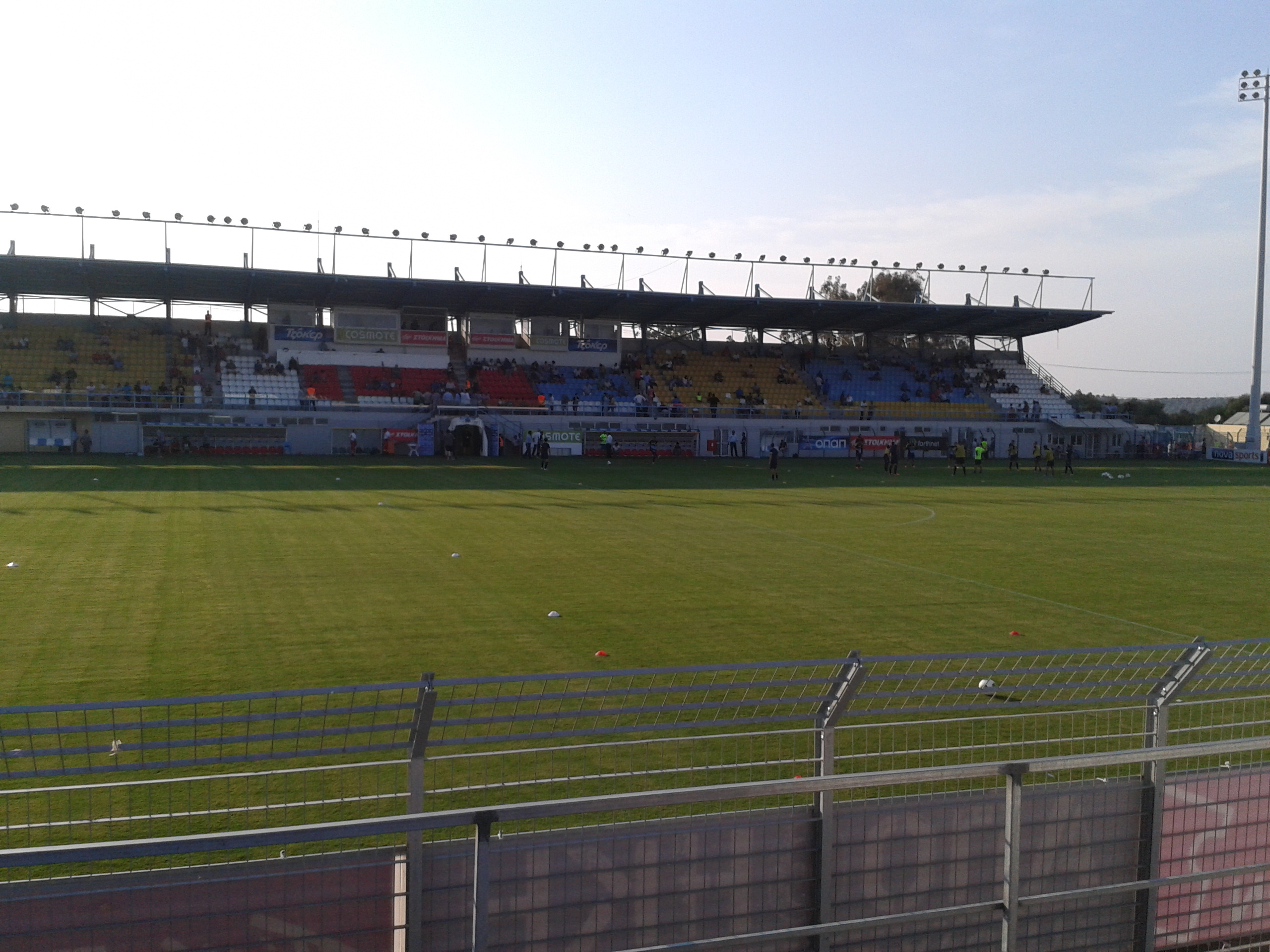
Le stade municipal de Perivolia.

Le club dispute ses matches à domicile au stade municipal Perivolia (en).

## Palmarès
| Compétitions nationales                                          |
| ---------------------------------------------------------------- |
| - Championnat de Grèce D4 (2) : - Champion : 1992-93 et 2009-10. |

## Personnalités du club

### Présidents du club
- Nikolaos Lagomitzis

### Entraîneurs du club
- Mourat Seropian